# Massacre de Bamenyam
Le massacre de Bamenyam a lieu le 21 novembre 2023 lors de la crise anglophone au Cameroun.

## Contexte
Depuis fin 2016, un conflit meurtrier oppose, dans les régions du Nord-Ouest et du Sud-Ouest, des groupes armés indépendantistes aux forces de sécurité, chaque camp étant régulièrement accusé de crimes contre les civils par les ONG internationales et l’ONU. 
Le 6 novembre 2023, au moins 20 personnes, dont des femmes et des enfants, sont massacrés dans le village d'Egbekaw, au sud-ouest par des séparatistes présumés. Sept personnes sont grièvement blessées et une dizaine de maisons incendiées selon les médias d'État

## Prélude
Selon un officier de gendarmerie, les séparatistes armés « étaient entrés dans le village la veille sur des motos ». « Puis ils avaient fait circuler un message demandant aux populations de rester chez elles le lendemain ».

## Déroulement
À l'aube, une trentaine d'assaillants, vêtus de treillis militaires, qui s'exprimaient en anglais pidgin, sont arrivés à moto et ont pris pour cible la population sur la place du marché, tuant neuf personnes et enlevant une dizaine d'autres. Selon des témoignages, les assaillants ont incendié cinq boutiques, deux véhicules et emporté plusieurs motos. Selon la CRTV, deux membres des forces de sécurité sont blessés lorsqu'ils ripostent.

## Responsabilité
L'attaque n'est pas revendiquée, mais, selon les autorités administratives locales, les assaillants seraient des séparatistes venus des localités de la région voisine du Nord-Ouest.

## Réaction
Le 23 novembre 2023, le porte-parole du Haut-Commissariat des Nations unies aux droits de l'homme, Seif Magango, déclare : 

« Nous déplorons l'attaque du 21 novembre contre le marché de Bamenyam, dans l'ouest du Cameroun, au cours de laquelle neuf civils ont été tués. Les responsables doivent rendre des comptes.
Des présumés combattants séparatistes armés de la région anglophone du Nord-Ouest ont pris d'assaut le marché de la région francophone de Bamboutos, tirant au hasard et incendiant des commerces. Ils ont également enlevé au moins 10 civils et pillé des biens.
Les attaques contre des civils sont inacceptables. Nous appelons à la libération rapide de toutes les personnes enlevées et à des enquêtes approfondies, impartiales et indépendantes sur toutes les attaques contre des civils en vue de tenir pour responsables leurs auteurs.
Il s'agit de la deuxième attaque majeure menée par des groupes armés ce mois-ci. Au moins 25 civils auraient été tués le 6 novembre dans le village d'Egbekaw, dans la région du Sud-Ouest. Des milliers de civils ont été tués, blessés ou déplacés depuis le début de la crise en 2016. »

### Vidéographie
- [vidéo] Violence au Cameroun ; les séparatistes menacent les zones francophones, sur France 24, 9 février 2024

### Reportage audio
- [audio] Richard Onanena, Cameroun: les échos de la crise anglophone dans la région francophone de l’Ouest sur RFI, 8 mai 2024.